# Ama (Louisiana)
Ama és una població dels Estats Units a l'estat de Louisiana. Segons el cens del 2000 tenia 1.285 habitants.

## Demografia
Segons el cens del 2000, Ama tenia 1.285 habitants, 446 habitatges, i 347 famílies. La densitat de població era de 139 habitants/km².
Dels 446 habitatges en un 40,1% hi vivien nens de menys de 18 anys, en un 59,4% hi vivien parelles casades, en un 13,9% dones solteres, i en un 22% no eren unitats familiars. En el 18,8% dels habitatges hi vivien persones soles el 5,6% de les quals corresponia a persones de 65 anys o més que vivien soles. El nombre mitjà de persones vivint en cada habitatge era de 2,88 i el nombre mitjà de persones que vivien en cada família era de 3,28.
Per edats la població es repartia de la següent manera: un 29,1% tenia menys de 18 anys, un 9,2% entre 18 i 24, un 29,9% entre 25 i 44, un 22,7% de 45 a 60 i un 9,1% 65 anys o més.
L'edat mediana era de 35 anys. Per cada 100 dones de 18 o més anys hi havia 95,1 homes.
La renda mediana per habitatge era de 41.691 $ i la renda mediana per família de 50.156 $. Els homes tenien una renda mediana de 35.875 $ mentre que les dones 31.667 $. La renda per capita de la població era de 19.399 $. Entorn del 7,5% de les famílies i el 8,5% de la població estaven per davall del llindar de pobresa.

## Poblacions més properes
El següent diagrama mostra les poblacions més properes.